# Ali Kuli Khan Shamlu
Ali Kuli Khan Shumla ibn Sultan Husayn Khan ibn Durmish Khan (mort 1589) fou governador safàvida d'Herat i tutor d'Abbas Mirza el futur Abbas I el Gran.
Ismail Shah II el va nomenar governador d'Herat el 1577 on va anar des de Qazwin (octubre de 1577) amb l'orde del xa d'executar al nebot d'aquest Abbas Mirza de 6 anys que havia quedat indefens a Herat després que el seu tutor Shah Kuli Ustadjlu havia estat mort per una banda d'afshars (per instigació del xa). Per complir aquesta orde el xa va prometre a Ali Kuli la mà de Zaynab Begum, la quarta filla del xa Tahmasp I (1524–1576), car el nen era considerat un rival potencial pel tron. Però Ali Kuli, que va arribar a Herat el 7 de desembre de 1577, va demorar l'execució amb l'excusa de què no era bo matar un nen tant petit descendent d'un sayyid el dia 27 de ramadà (8 de desembre) i l'execució fou posposada fins després del dia 12 de desembre. El dia 13, poc abans de complir l'orde, un missatger va arribar a Herat notificant que el xa havia mort el 24 de novembre i això va salvar la vida a Abbas.
Ali Kuli llavors va assolir la posició de lala (tutor o guardià) d'Abbas Mirza i va desafiar les ordes del nou xa, Muhammad 
Khudabanda (1577–1587), d'enviar al príncep a Qazwin, al·legant que la sortida del jove de la província encoratjaria als uzbeks a atacar Khurasan. El xa va enviar al pare del governador, Sultan Husayn Khan, amb un ultimàtum: o el príncep era portat en tres mesos a Qazwin o seria declarat rebel.
El 1579 la reina Mahd-e Olya fou assassinada per un grup de caps militars kizilbaixis conspiradors i es va accentuar la lluita pel domini del Khurasan entre la coalició dels Shamlu i Ustadjlu dirigida per Ali Kuli i la dirigida per Murtada Kuli Khan Pornak Turkman governador de Mashad. El pare i la mare d'Ali Kuli Khan foren assassinats per membres de la facció oposada; el 1581 el xa va enviar una força militar al Khurasan però els amirs no van voler o no van poder fer res important ni per la força ni per converses. Ali Kuli va proclamar llavors a Abbas Mirza com a Shah al Khurasan encunyant monedes amb el seu nom i llegint el nom a la khutba (oració) del divendres. El 1582 el xa Muhammad va agafar personalment la direcció d'una expedició de 80000 homes par aplanar la revolta, però després d'un any no va aconseguir res i va haver de signar una treva per la qual Ali Kuli tornava a reconèixer Muhammad i considerava hereu a Hamza Mirza i pel seu cantó el xa el ratificava com a governador d'Herat i tutor d'Abbas amb el títol de "fill meu", i a més el seu enemic Murtada Kuli Khan Pornak Turkman perdia el govern de Mashad (3 de setembre de 1583).
Poc després però els dos caps de la coalició, Ali Kuli Khan Shamlu i Mushid Kuli Khan Ustadjlu es van enfrontar; el segon es va apoderar de la persona d'Abbas (10 de juliol de 1585). Ali Kuli es va retirar a Herat i Mushid es va emportar a Abbas cap a Mashad.
El desembre de 1587 una important força dels uzbeks dirigida per Abd Allah Khan va atacar i assetjar Herat que Ali Kuli va defensar heroicament durant un any però finalment es va haver de rendir el febrer de 1589 i fou executat per orde del kan uzbek que li havia promès salvar la vida. Les forces perses no foren enviades a Herat al rescat fins que ja era massa tard per voluntat de Murshid Kuli Khan Ustadjlu que havia assolit el poder a Pèrsia amb Abbas I el Gran al tron l'1 d'octubre de 1588, i que va deixar caure al seu antic aliat i ara possible rival.